# Цечетляр
Цечетляр — река в России, протекает в Хунзахском и Гергебильском районах Дагестана. Длина реки составляет 25 км. Площадь водосборного бассейна — 80 км².
Начинается к югу от горы Гиршлюмеэр, течёт в юго-восточном направлении через сёла Буцра, Новая Буцра и Чалда. Устье реки находится в Чалде в 41 км по левому берегу реки Аварское Койсу.
Основные притоки — Никантляр и Изитляр, оба впадают слева.

## Данные водного реестра
По данным государственного водного реестра России относится к Западно-Каспийскому бассейновому округу, водохозяйственный участок реки — Сулак от истока до Чиркейского гидроузла. Речной бассейн реки — Терек.
Код объекта в государственном водном реестре — 07030000112109300001060.